# تيري لونغ
تيري لونغ (بالإنجليزية: Terry Long)‏ (17 نوفمبر 1934 في المملكة المتحدة - 19 سبتمبر 2021) هو مدرب كرة قدم ومدير ولاعب كرة قدم إنجليزي في مركز الدفاع. لعب مع كريستال بالاس ونادي أرسنال وويكمب وندررز.

## وصلات خارجية
- تيري لونغ على موقع قاعدة بيانات كرة القدم.إي يو (الإنجليزية)